# NGC 2291
NGC 2291 est une galaxie lenticulaire située dans la constellation des Gémeaux.    NGC 2291 a été découverte par l'astronome britannique John Herschel en 1827.

## Caractéristiques
Sa vitesse par rapport au fond diffus cosmologique est de 5 309 ± 37 km/s, ce qui correspond à une distance de Hubble de 78,3 ± 5,5 Mpc (∼255 millions d'al).